# Lehmbruck-Museum
Fondato a Duisburg nel 1964, il Lehmbruck-Museum (oggi sotto il nome: Stiftung Wilhelm Lehmbruck Museum – Zentrum Internationale Skulptur) viene dal Kunstmuseum del 1929.
Il museo attuale prende il nome da Wilhelm Lehmbruck († 1919), nato nel 1881 a Duisburg. 

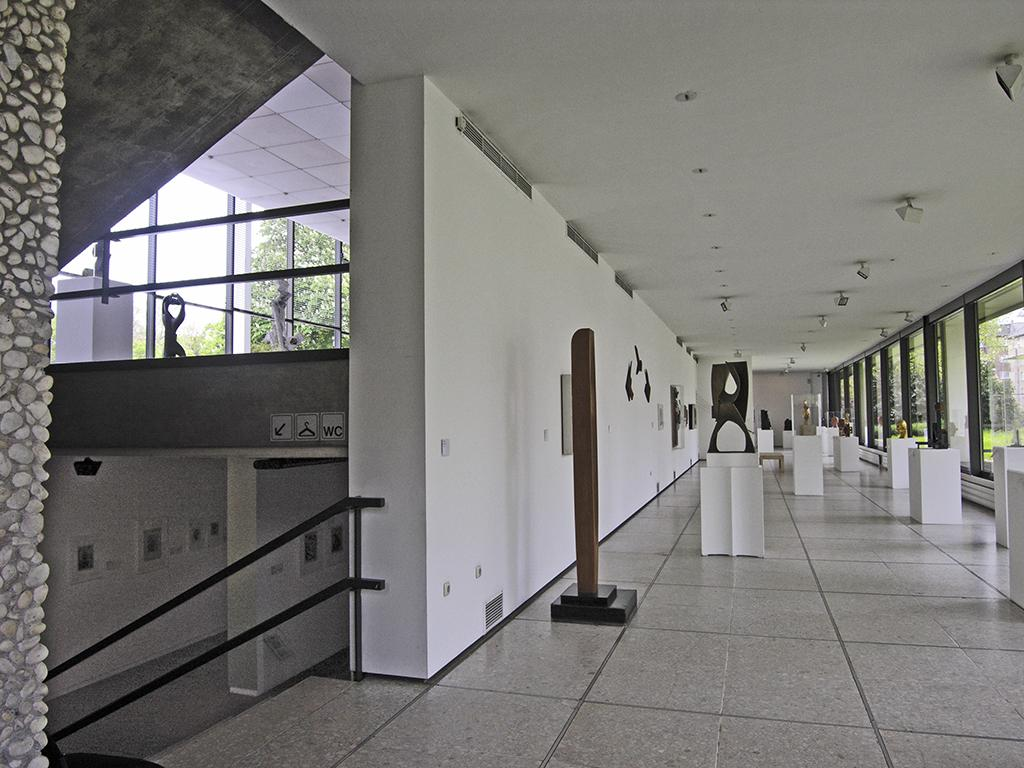
Lehmbruck-Museum, Innenansicht

L'architettura del museo fu realizzata da Manfred Lehmbruck (1913–1992) figlio dell'artista.

## Collezione
La collezione del museo è rappresentata principalmente dalle opere dello scultore Wilhelm Lehmbrucks e da sculture di altri artisti importanti del XX secolo, quali Ernst Barlach, Käthe Kollwitz, Ludwig Kasper, Eberhard Bosslet, Joseph Beuys,
Hermann Blumenthal, Alexander Archipenko, Raymond Duchamp-Villon, Henri Laurens, Jacques Lipchitz, Alexander Rodtschenko, Laszlo Péri, Naum Gabo, Antoine Pevsner, Pablo Picasso, Salvador Dalí, Max Ernst.

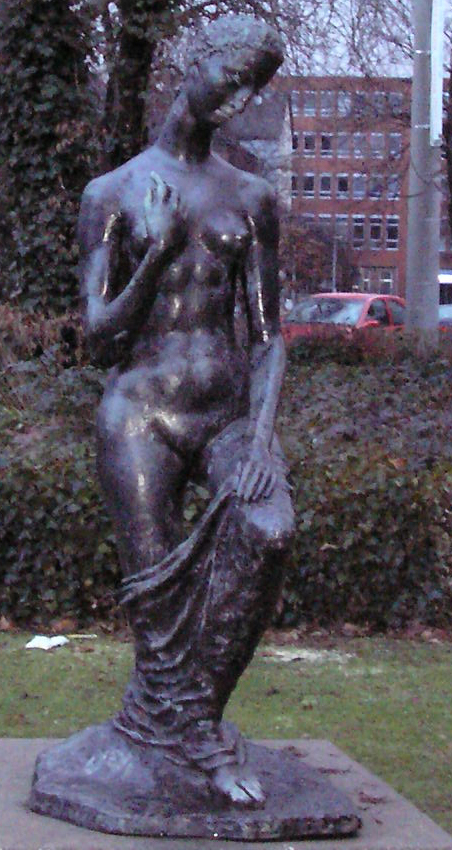
Die Kniende

Sono esposte inoltre opere di pittori espressionisti tra cui: Ernst Ludwig Kirchner, Erich Heckel, Karl Schmidt-Rottluff, Max Pechstein und Otto Mueller sowie Gemälde von August Macke, Alexej von Jawlensky, Oskar Kokoschka, Emil Nolde, Heinrich Campendonk, Christian Rohlfs e Johannes Molzahn. Altre opere di Bauhaus-Schule (Max Beckmann, Ernst Wilhelm Nay), fotografie e grafiche completano la collezione.
Il museo ha anche un notevole parco delle sculture.